# Kärvenskatten
Kärvenskatten är en medeltida skatt hittad i byn Kärven i Hållnäs socken, i Uppland.
Skatten hittades av bonden August Setterberg som fann några svartglänsande föremål i jorden, troligen 1954. Under hösten 1958 startade utgrävningar i Riksantikvarieämbetets regi. Skatten bedöms ha grävts ner under 1100-talets första hälft, i skiftet mellan vikingatidens senare del och äldre medeltid. Den saknar mynt men innehåller istället högklassigt silversmide, bland annat en silverskål som underlättat dateringen.

## Skattens innehåll
Skatten består av silver, brons och pärlor. Av silver är en skål med vackert runstensornament som annars bara hittats på Gotland, fyra tvinnade halsringar, en armbygel och ett tiotal pärlor. Av brons är en balansvåg och pärlorna är gjorda av ametist och glas. Särskilt en glasflusspärla är av ett mycket ovanligt slag.